# Горно Бунарбаши
Горно Бунарбаши (на гръцки: Άνω Κεφαλάρι, Ано Кефалари, до 1927 година Μπουνάρμπαση, Бунарбаси) е село в Гърция, част от дем Доксат на област Източна Македония и Тракия.

## География
Селото се намира на 90 m надморска височина, в Драмското поле на 17 km южно от град Драма, в западното подножие на Урвил. селото е разположено на едноименната река Бунарбаши, която извира от Урвил и навремето се е вливала в днес пресушеното езеро Берекетли гьол.

## История

### Етимология
Според Йордан Н. Иванов името на селото идва от турското bunar, кладенец и baş глава.

### В Османската империя
В началото на XX век Бунарбаши е турско село в Драмска каза на Османската империя. Според Васил Кънчов („Македония. Етнография и статистика“) в 1900 година Бунар баши има 120 жители турци.

### В Гърция
След Междусъюзническата война в 1913 година селото попада в Гърция. Според гръцката статистика, през 1913 година в Бунарбаши ( Μπουνάρμπαση) живеят 125 души.
След Лозанския договор от 1923 година, сложил край на Гръцко-турската война турското население на Бунарбаши се изселва в Турция и на негово място са настанени гърци бежанци от Турция. В 1928 година Бунарбаши е чисто бежанско село с 83 бежански семейства и 304 души бежанци. В 1927 година е прекръстено на Кефалари, тоест Главно.
За настаняването на бежанците е построена нова махала на километър югоизточно от селото, която от 1951 година е отделно село Долно Бунарбаши, а Бунарбаши (Кефалари) става Ано Кефалари, тоест Горно Кефалари.
Селото е богато. Населението произвежда тютюн, жито и други замеделски култури, като се занимава и със скотовъдство.
| Година    | 1913 | 1920 | 1928 | 1940 | 1951 | 1961 | 1971 | 1981 | 1991 | 2001 | 2011 | 2021 |
| --------- | ---- | ---- | ---- | ---- | ---- | ---- | ---- | ---- | ---- | ---- | ---- | ---- |
| Население | 125  | 220  | 389  | 659  | 460  | 498  | 383  | 381  | 433  | 472  | 339  | 284  |